# Gwardeiski
Gwardeiski (kasachisch und russisch Гвардейский) ist ein Ort im Südosten des Gebietes Schambyl in Kasachstan. Er ist ein bedeutender Militärstandort der Kasachischen Streitkräfte und Sitz eines biologischen Forschungsinstituts.

## Geografie
Gwardeiski befindet sich im Bezirk Qordai im Südosten des Gebietes Schambyl. Der Ort liegt rund 70 Kilometer nordöstlich von Qordai und 140 Kilometer westlich von Almaty entfernt. Am nördlichen Ortsrand beginnt bereits das Qulschabassy-Gebirge, einige Kilometer südlich erhebt sich das Schu-Ili-Gebirge. Gwardeiski  liegt zwischen beiden Gebirgszügen in der Qopa-Ebene.
Das Klima in Gwardeiski ist ein feuchtes Kontinentalklima. Das ganze Jahr über gibt es erheblichen Niederschlag, die durchschnittliche Jahresniederschlagsmenge beträgt 550 mm. Der trockenste Monat ist der August. Im August ist der Niederschlag am geringsten, die meisten Niederschläge fallen im April. Die Jahresdurchschnittstemperatur liegt bei etwa 10 °C, der Juli ist der wärmste Monat des Jahres, die durchschnittlichen Temperaturen liegen dann bei 24 °C. Der Januar ist mit einer durchschnittlichen Temperatur von −5 °C der kälteste Monat.

## Geschichte
Der heutige Ort entstand in den 1950er Jahren mit der Entscheidung, an diesem Ort ein Forschungsinstitut zu errichten. Ab 1951 begann man hier mit dem Import von Baumaterialien für den Bau von Wohngebäuden und Gebäuden für eine wissenschaftliche Einrichtung. Am 7. August 1958 wurde durch Erlass des Zentralkomitees der KPdSU und des Ministerrats der UdSSR das Wissenschaftliche Forschungsinstitut für Landwirtschaft gegründet. Der Ort wurde zunächst als Otar-2 und G-4094 bezeichnet. Wissenschaftler aus der ganzen Sowjetunion wurden von der Arbeit am Institut angezogen. Im Mai 1970 wurde die 80. Garde-Motorschützendivision aus der Usbekischen SSR hierher verlegt, wodurch der Bau von Häusern für Militärfamilien und militärischen Einrichtungen vorangetrieben wurde.
Nachdem der Ort immer mehr Einwohner hatte, wurde er am 16. September 1970 in Gwardeiski umbenannt. Am 29. März 1973 wurde Gwardeiski zu einer Siedlung städtischen Typs erhoben. Nach dem Zusammenbruch der Sowjetunion zog die sowjetische Armee ab und der Stützpunkt wurde von den Kasachischen Streitkräften übernommen.

## Bevölkerung
Bei der Volkszählung 1999 wurde für Gwardeiski eine Einwohnerzahl von 8.926 Menschen angegeben. Bei der letzten Volkszählung im Jahr 2009 hatte der Ort 13.606 Einwohner.
| 5.306                              | 6.537 | 7.898 |
| Anmerkung: Volkszählungsergebnisse |       |       |